# Wijkia carlottae
Wijkia carlottae là một loài Rêu trong họ Sematophyllaceae. Loài này được (W.B. Schofield) H.A. Crum miêu tả khoa học đầu tiên năm 1971.